# Oskar Heinz Kusch
Oskar Heinz Kusch (Berlin, 1918. április 6. – Kiel, 1944. május 12.) német tengeralattjáró-parancsnok volt, akit zendülés és gyávaság vádjával kivégeztek a második világháborúban, miután egy tiszttársa, akiről rossz minősítést adott, feljelentette.

## Pályafutása
A német haditengerészetbe 1937. április 3-án lépett be, tengerész főhadnagynak 1941. szeptember 1-jén nevezték ki. Először az U–103-on szolgált, majd 1943-ban átvette a nagy hatótávolságú IXC típusú U–154 parancsnokságát.
1943. március 20. és 1943. december 20. között két hosszú járőrszolgálatot teljesített az Atlanti-óceán déli részén, Dél-Amerika keleti partjainál. Három hajót (23 937 regisztertonna) süllyesztett el. Hatékony, hozzáértő, jóképű, atletikus, néha túlságosan szókimondó tiszt volt, akit szerettek az emberei.
Január 12-én egyik megsértett beosztottja, Ulrich Abel hivatalosan panaszt tett kapitánya ellen zendülés miatt. Kuscht január 26-án hadbíróság elé állították, és halálra ítélték. Oskar Heinz Kusch-t 1944. május 12-én golyó által kivégezték Kielben.

## Összegzés
| Hajója | Parancsnoki szolgálata              | Őrjáratok száma | Őrjáratok hossza (nap) | Eltalált hajók száma | Eltalált hajók vízkiszorítása (brt) |
| ------ | ----------------------------------- | --------------- | ---------------------- | -------------------- | ----------------------------------- |
| U–154  | 1943. február 8. – 1944. január 21. | 2               | 189                    | 3                    | 23 937                              |

## Megrongált hajók
| Búvárhajó | Nap             | Hajó             | Nemzetisége      | Vízkiszorítása (brt |
| --------- | --------------- | ---------------- | ---------------- | ------------------- |
| U–154     | 1943. május 28. | Cardinal Gibbons | Egyesült Államok | 7191                |
| U–154     | 1943. május 28. | Florida          | Egyesült Államok | 8580                |
| U–154     | 1943. május 28. | John Worthington | Egyesült Államok | 8166                |

## Tisztázása
Kusch apja 1946 májusában jogorvoslatot kezdeményezett. 1949-ben a kapitányt elítélő bírót, Karl-Heinrich Hagemann bíróság elé állították a polgárjogok megsértése miatt. Az ügy 1950 végén fejeződött be Hagemann felmentésével, mivel a bíróság úgy találta, ítélete megfelelt az 1944-es jogrendnek. 1996-ban Oskar Heinz Kusch nevét végül tisztázták, és őt a náci rezsim áldozatának minősítették. 1998-ban Kiel városa emléktáblát állított neki, nem messze attól a helytől, ahol 54 évvel korábban kivégezték. Egy utcát is elneveztek róla.